# Max Wertheimer
Max Wertheimer   (Praga, 15 d'abril de 1880 - New Rochelle, 12 d'octubre de 1943) va ser un psicòleg alemany, un dels fundadors de la psicologia de la forma.

## Biografia
Màxim Wertheimer va néixer a Praga (en aquell temps Imperi Austrohongarès), en una família jueva germanòfona. El seu pare és un ric home de negocis que dirigeix una mena d'escola de comerç. La seva mare s'apassiona per a la literatura d'Europa central i la musica i l'empeny a fer cursos de piano i de violí i actua sovint amb ell.
El 1898, Max Wertheimer s'inscriu a la facultat de dret de la universitat de Praga. Fa cursos en nombrosos altres àmbits com la fisiologia, les arts o la filosofia i escull dos anys després orientar-se cap a aquesta última matèria. Entre els seus professors es troben el filòsof Christian Von Ehrenfels que ha formulat el primer la idea de Gestalt que tindrà una importància decisiva sobre la psicologia de la forma (en alemany Gestaltpsychologie). Les relacions de Wertheimer amb von Ehrenfels es degradaran a partir de 1907, quan aquest últim publiqui una sèrie de proves favorables a l'eugenèsia, però no van trencar mai completament.
De 1902 a 1904, Wertheimer marxa a Berlín, on rep entre altres el mestratge de Carl Stumpf. Aprofundeix els seus coneixements musicals i participa en la vida cultural berlinesa. S'apassiona igualment per a la psicologia experimental. Malgrat tot, escull acabar la seva tesi a Würzburg amb Oswald Külpe, potser a causa d'un conflicte amb Stumpf en relació amb els mètodes utilitzats. El 1933 després de la machtergreifung pels nazis va fugir cap als Estats Units.
Les investigacions de Max Wertheimer es refereixen en aquell temps a la psicologia criminal (Stumpf ensenya aquesta matèria i Wertheimer segueix igualment els cursos de criminologia de Hans Gross). Amb un camarada dels seus estudis de dret a Praga desenvolupa una tècnica basada en les associacions entre paraules i les reaccions fisiològiques per detectar les mentides dels sospitosos i determinar la seva implicació en un crim. La seva tesi és publicada el 1905 amb el títol Experimentelle Untersuchungen zur Tatbestandsdiagnostik. Un extracte d'aquesta tesi, citat per Ash (1995) presenta una similitud colpidora amb la metodologia de la psicologia cognitiva contemporània.
to draw conclusion about the existence and character of psychological facts from ... forms of external behavior
Les seves investigacions semblen tanmateix més inspirades en els conceptes de l'associacionisme que domina la psicologia alemanya de l'època que en les idees que Wertheimer desenvoluparà més tard en la psicologia de la forma.
Wertheimer treballa encara alguns anys en aquest tema que desenvolupa la noció de «complex» i les tècniques d'associacions. Entra en una baralla amb Carl Gustav Jung a propòsit d'aquestes idees que seran llavors àmpliament utilitzades en la psicoanàlisi.

## Psicologia de la Gestalt
Max Wertheimer va ser un dels fundadors de la teoria de la Gestalt junt amb Wolfgang Köhler i Kurt Koffka. Va desenvolupar la teoria el 1910 mentre estava a bord d'un tren des de Viena per a unes vacances a la Renània d'Alemanya. Gestalt, en la definició catalana més propera al terme, es tradueix potencialment com a configuració, forma, holística, estructura i patró.

Wertheimer defineix la fórmula fonamental de la teoria de la següent manera:
Hi ha totals, el comportament dels quals no és determinat pel dels seus elements individuals, sinó on els processos parcials són determinats per la naturalesa intrínseca del tot. L'esperança de la teoria de la Gestalt és determinar la naturalesa d'aquests conjunts.
Els treballs de Wertheimer sobre el moviment aparent van donar lloc a la teoria del fenomen phi, una il·lusió òptica del nostre cervell que fa percebre moviment continu on hi ha una successió d'imatges. La publicació d’aquesta teoria marca el naixement de la psicologia de la Gestalt.

### Obres generals
- David Murray, A History of Western Psychology, Segona Edició, Prentice-Hall, Englewood Cliffs, 1988.
- Michael Wertheimer, A Brief History of Psychology, Tercera Edició, Harcourt Brace Jovanovich College Publishers, Fort Worth, 1987.

### Treballs sobre Wertheimer
- Mitchell Ash Gestalt Psychology In German Culture 1890 - 1967, Cambridge University Press, Cambridge, 1995. El capítol 7 «Max Wertheimer, Kurt Koffka, and Wolfgang Köhler» descriu en detall la biografia i les influències dels tres fundadors de la psicologia de la forma.
- David Murray Gestalt Psychology and the Cognitive Revolution, Harvester-Wheatsheaf, Hemel-Hempstead, 1995. El capítol 2 «Gestalt Psychology as a General Approach to Psychology» tracta del desenvolupament de la psicologia de la forma, les pàgines 26 a 33 són particularment consagrades a Wertheimer.
- Michael Wertheimer, Max Wertheimer, Gestalt Prophet in Gestalt Psychology, 2, 1980.
- Michael Wertheimer, Max Wertheimer: Modern Cognitive Psychology and the Gestalt Problem inGregory Kimble, Michael Wertheimer et Charlotte White (dir.), Portraits of Pioneers in Psychology, Lawrence Erlbaum, Hillsdale, 1991.